# Göteborgs konsthall
Göteborgs Konsthall är en kommunal konsthall vid Götaplatsen i centrala Göteborg, som visar svensk och internationell samtidskonst och är inrymd i en klassicistisk byggnad från 1923. Årligen presenteras omkring sex utställningar. Göteborgs Konsthall har på olika sätt varit en samarbetspartner för Göteborgs internationella konstbiennal.

## Historik

### Jubileumsutställningen och byggnaden
Göteborgs Konsthall ritades av Sigfrid Ericson och Arvid Bjerke och byggdes till Göteborgs jubileumsutställning 1923. I fasadens tre grunda valvbågar sticker det ut tre balkar i snidad metall. Under jubileumsutställningen fanns där, ovanpå dessa balkar, var sin – senare nedtagen – ryttarstaty. Möjligtvis var dessa skulpturer gjorda i ett obeständigt material som gips och trä, precis som medaljongerna som under utställningen satt på konstmuseets fasad. År1956 smyckades de tre balkarna med varsitt lejon, skulpterade av Palle Pernevi.

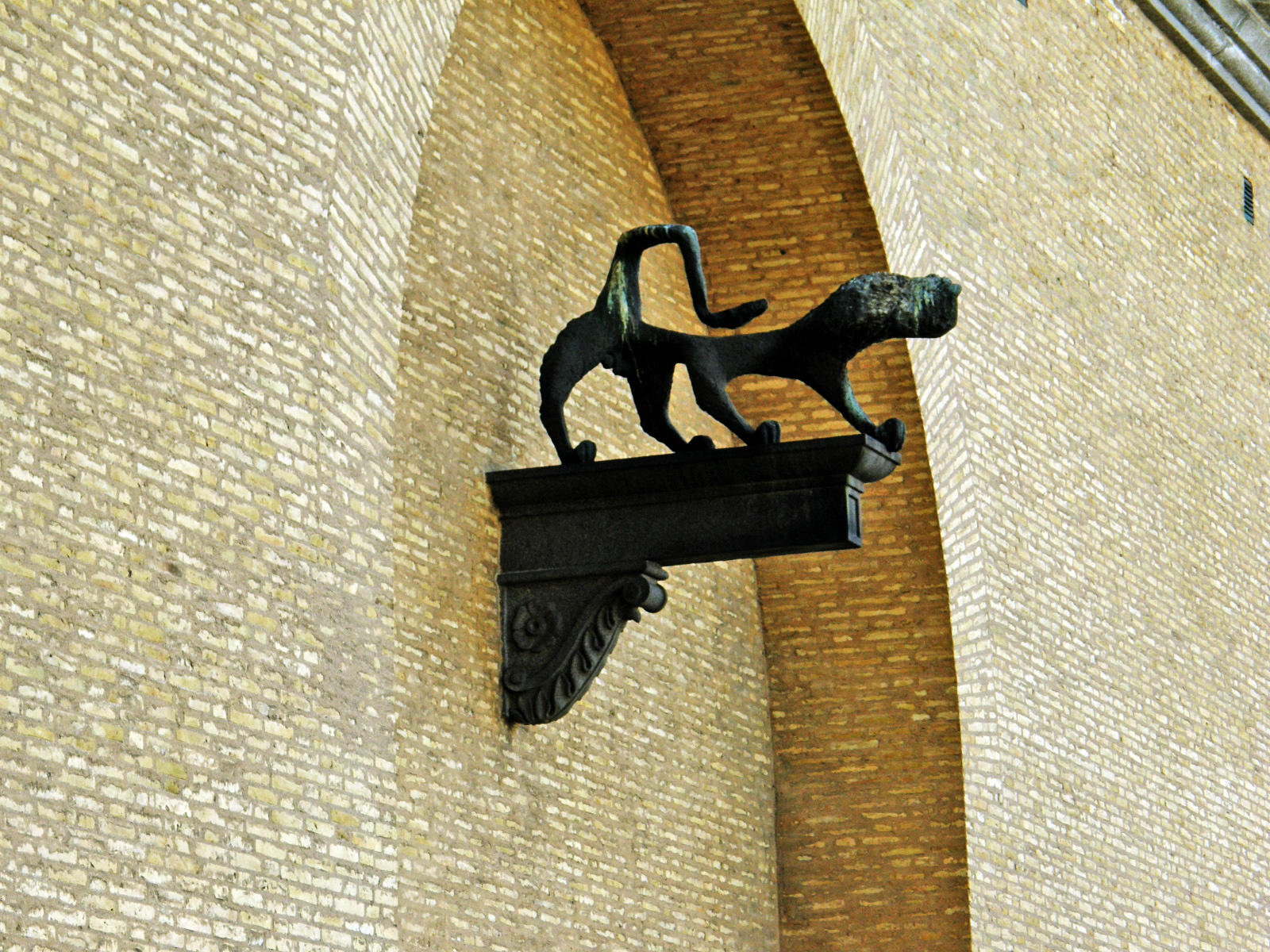
Lejonen på fasaden är skulpterade av Palle Pernevi.

Invigningsutställningen i Göteborgs Konsthall var Jubileumsutställningen med nordisk samtida konst. Utställningen som pågick mellan 8 maj och 15 oktober var en mönstring av den nordiska genombrottsgenerationen inom modernismen. Utställningen hade utarbetats av Axel Romdahl i samråd med Richard Bergh, August Brunius och Jens Thiis, och utställningskommissarierna, vilka valde ut vilka konstnärer som skulle representera varje land var: Carl V. Petersen (Danmark), Sigurd Frosterus (Finland), Per Deberitz (Norge) och Romdahl själv för Svenska avdelningen. I den lokal som idag kallas Göteborgs konsthall visades den norska delen av utställningen med bland andra Edvard Munch. Den danska, med bland andra Jens Ferdinand Willumsen, och finska delen, med bland andra Juho Rissanen, visades i två intilliggande byggnader som idag är rivna, medan den svenska höll till inne i Göteborgs konstmuseum. 
År 1925 flyttade Konsthögskolan Valand från Valandhuset på Vasagatan till en av de överblivna lokalerna från göteborgsutställningen bakom konsthallen. Detta var bara ett provisorium eftersom lokalen var en oisolerad träbyggnad.
Göteborgs industrimuseum öppnade 1957 och låg fram till början av 1980-talet i lokaler som varit en del av Göteborgs Konsthall under jubileumsutställningen. Grunden var de industrihistoriska samlingarna från jubileumsutställningen. Denna byggnad, som ibland kallades "gamla skulpturhallen", löpte parallellt med Stenhammarsgatan. År 1982 flyttade museet till Apotekarnes vattenfabrik i Gårda, och lades ned i samband med bildandet av Göteborgs stadsmuseum. De tidigare lokalerna på Götaplatsen revs i mitten av 1980-talet för att ge plats åt Hasselblad centers kontorslokaler.

### Utställningsverksamheten

#### 1923-2000
Den ordinarie utställningsverksamheten i konsthallen kom igång omedelbart efter avslutningen av jubileumsutställningen, med  Göteborgs Konstförening som ansvarig. Föreningen hade  tidigare haft sina utställningar i Valand sedan 1886. Den 3 november invigdes minnesutställningen över Karl Nordström. 
Konsthallens förste intendent var Philibert Humbla (1923–1933). Han efterträddes av kompositören Gösta Nystroem (1934–1936). Konstnären Tor Bjurström innehade tjänsten mellan 1936 och 1947, då han efterträddes av kollegan Rudolf Flink (1947–1961). Den sista intendenten på konsthallen, medan den drevs i Göteborgs Konstförenings regi, var Carl-Erik Hammarén (1961–1967).
Mellan 1968 och 1995 var konsthallen en del av Göteborgs konstmuseum och utställningarna arrangerades av konstmuseet. 1995 beslöts från styrande håll att lägga ner konsthallen i dess dåvarande form, bland annat på grund av pengabrist. 
Konsthallen öppnade igen 1996, som en fristående institution frikopplad från konstmuseet. Mellan 1996 och 2000 var Svenrobert Lundquist ansvarig för konsthallen tillsammans med en ledningsgrupp bestående av Lars Nittve som då var verksam på Tate Gallery, Chris Dercon som var chef för konsthallen Museum Boijmans Van Beuningen, Henry Meyric Hughes som var före detta konsthallschef på Hayward Gallery samt den frilansande kuratorn Rosa Martinez.

#### 2001-idag

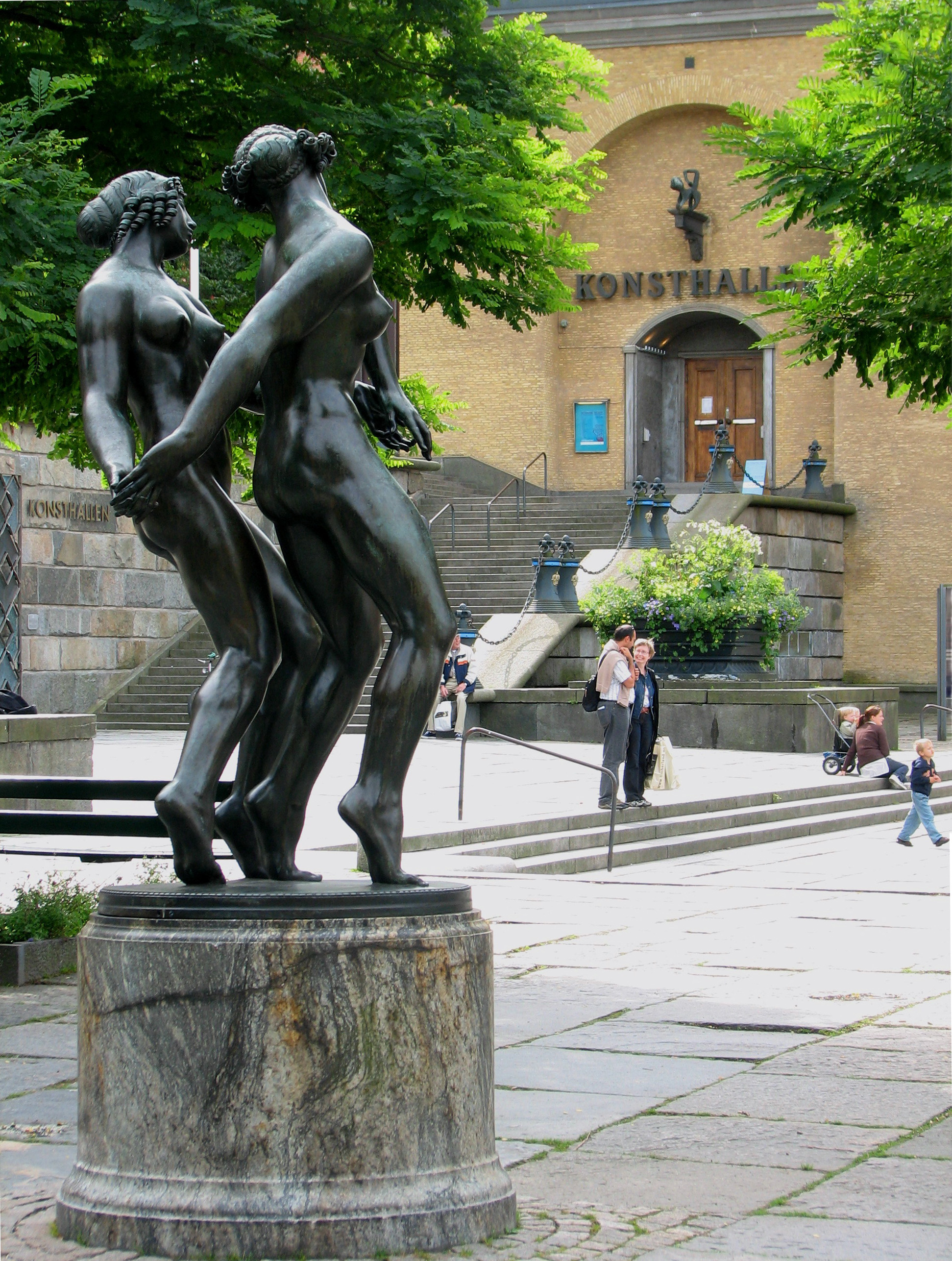
Konsthallens entré. I förgrunden Carl Milles skulptur Danserskor. Bilden är från sommaren 2007 då konsthallen visade en del av Göteborgs Internationella Konstbiennal Rethinking Dissent.

2001 tog kommunen återigen över hela det ekonomiska ansvaret för konsthallens verksamhet och mellan 2001 och 2005 var Helena Persson chef för Göteborgs Konsthall. Under hennes ledning visades bland annat samlingsutställningen Urban Nature med konstnärerna Maria Friberg, Elana Herzog, Christina Kubisch, Mikael Lundberg, Palle Dahlstedt, Maria Marshall, Olaf Nicolai, Jutta Strohmaier och Jude Tallichet. Under denna period visade också Konsthallen separatutställningar med konstnärer som: Leif Elggren, Xavier Veilhan, Maria Lindberg, Monika Nyström, Ulf Rollof, Maria Friberg, Erik Pauser och Ola Åstrand.
Lene Crone Jensen var sedan chef mellan november 2005 och september 2010. Under hennes ledning producerade konsthallen bland annat utställningar med Sanja Iveković, Esther Shalev-Gerz, Yto Barrada & Hala Elkoussy och Andrea Geyer & Sharon Hayes. Av samlingsutställningarna kan nämnas Art Link med konstnärerna Tellervo Kalleinen och Oliver Kochta-Kalleinen, Annika Lundgren, Adrian Piper, Esther Shalev-Gerz, Superflex och Stephen Willats, Disidentifikation med konstnärerna Nick Cave, Lukas Duwenhögger, Rotimi Fani-Kayode, Simon Fujiwara, Charlotte Gyllenhammar, Kalup Linzy, Wangechi Mutu och Tracey Rose. Under denna period producerade konsthallens också den första måleriutställning på över tio år med konstnärerna Birgir S. Birgisson, Gardar Eide Einarsson, Jens Fänge, Jukka Korkeila, Elina Merenmies och Fie Norsker.
Under en period av cirka ett och ett halvt år, fram till och med slutet av 2008, leddes konsthallen av Mikael Nanfeldt som tillförordnad chef. Under denna period producerades bland annat samlingsutställningen History Acts med bland andra Björn Lövin, Gerard Byrne, Karina Nimmerfall, Michael Stevenson och Peter Watkins.
I maj 2010 presenterade Socialdemokraterna och Miljöpartiet i Göteborg en vision om en nybyggd konsthall för samtidskonst, som skulle stå klar 2015 i det nyprojekterade området kring Backaplan. Samtidigt väcktes frågan om att stänga nuvarande verksamheten på Göteborgs Konsthall från och med årsskiftet 2011, men förslaget avstyrdes på grund av massiva protester.
När Crone Jensen avgick som chef i september 2010, övertog Nanfeldt återigen ledningen, först som tillförordnad chef och sedan som ordinarie. Diskussionerna kring konsthallens placering, och en eventuell ny konsthall har fortsatt. 2016 blev Mikael Nanfeldt chef för den, inom kulturförvaltningen nystartade avdelningen för kulturstrategi och i november 2016 övertogs det administrativa chefskapet för Göteborgs Konsthall av Ann-Sofi Roxhage. Året därpå anställdes Stina Edblom som konstnärlig ledare för verksamheten.
I september 2022 beslutade Göteborgs kulturnämnd att Göteborgs Konsthalls verksamhet ska flytta till Slakthusområdet i Gamlestaden. Göteborgs Konsthalls nuvarande lokaler på Götaplatsen tömdes under 2024 och början på 2025 och den nya konsthallen var planerad att öppna senare under 2025. Enligt Göteborgs konsthall är dock nyöppnandet i Slakthuset förlagt först till 2026.